# Albi tascabili di Topolino
Albi tascabili di Topolino è stata una testata a fumetti edita dalla Arnoldo Mondadori Editore che pubblicava in formato a strisce le storie a fumetti Disney di produzione statunitense. È stato il primo albo a striscia edito in Italia.

## Storia editoriale
La serie a strisce è composta da 195 albi che ristampano storie americane che, negli USA, venivano date in omaggio nei grandi magazzini, storie tratte dai comic book americani, come Walt Disney's Comics and Stories, Four Color Comics, Wheaties e altri, oppure sequenze di strisce giornaliere o tavole domenicali di Floyd Gottfredson e Bill Wright.
Il primo numero venne pubblicato l'undici gennaio del 1948 e si intitolava Topolino al ballo mascherato; costava 15 lire, aveva 32 pagine di formato tale da contenere una striscia di fumetti (17 cm di larghezza per 8,5 cm di altezza) ed era rilegato con spillatura metallica. Il formato scelto deriva dal fatto che la serie avrebbe pubblicato storie apparse negli Stati Uniti su albi del medesimo formato. Successivamente si pubblicarono storie apparse originariamente in altri formati, rimontandone la composizione.
La collana pubblicò numerose storie da 10 tavole di Carl Barks con Paperino protagonista, oltre alle brevi storie a strisce di Topolino del duo Walsh-Gottfredson (12 strisce ciascuna) prodotte tra il 1946 e il 1947.
Nel caso delle storie a strisce di Topolino, molte di esse vennero fuse tra di loro creando legami tra loro che non esistevano nella versione originale. Per esempio, Topolino e il leone è la fusione di due storie diverse: Topolino e la vacanza all'aperto e Topolino e il leone; in quest'ultima vennero modificati i dialoghi iniziali per farla sembrare il naturale seguito della prima, mentre invece non vi era alcun legame tra di loro. Le storie subirono anche alcuni tagli.
L'ultimo numero pubblicato fu il 195, uscito il 26 marzo 1952.

## Albi pubblicati

### 1948
| N. | Data         | Titolo                             |
| -- | ------------ | ---------------------------------- |
| 1  | 11 gennaio   | Topolino al ballo mascherato       |
| 2  | 25 gennaio   | Paperino prestigiatore             |
| 3  | 8 febbraio   | Topolino e Pongo il bimbo prodigio |
| 4  | 22 febbraio  | Topolino al gran rodeo             |
| 5  | 7 marzo      | Topolino e la stanza segreta       |
| 6  | 21 marzo     | Paperino musicista                 |
| 7  | 4 aprile     | Topolino e il tesoro sommerso      |
| 8  | 18 aprile    | Topolino e le delizie della gloria |
| 9  | 2 maggio     | Paperino e i tre burloni burlati   |
| 10 | 16 maggio    | Topolino in vacanza                |
| 11 | 30 maggio    | Topolino e gli spettri             |
| 12 | 13 giugno    | Paperino equilibrista              |
| 13 | 27 giugno    | Topolino guardiano notturno        |
| 14 | 11 luglio    | Tippete e i Sette Nani             |
| 15 | 25 luglio    | Paperino e il gorilla              |
| 16 | 8 agosto     | Paperino nel Far West              |
| 17 | 22 agosto    | I Sette Nani e la strega malvagia  |
| 18 | 5 settembre  | Paperino e l'uomo di ferro         |
| 19 | 19 settembre | Topolino ventriloquo               |
| 20 | 3 ottobre    | I tre caballeros                   |
| 21 | 17 ottobre   | Paperino e lo squalo               |
| 22 | 31 ottobre   | Topolino al Lago Polveroso         |
| 23 | 14 novembre  | Tippete pattinatore                |
| 24 | 28 novembre  | Paperino numismatico               |
| 25 | 12 dicembre  | Topolino e il canguro              |
| 26 | 26 dicembre  | Clarabella e il cugino Cosimo      |

### 1949
| N. | Data         | Titolo                                  |
| -- | ------------ | --------------------------------------- |
| 27 | 9 gennaio    | Dumbo e i Sette Nani                    |
| 28 | 16 gennaio   | Topolino poligangster                   |
| 29 | 23 gennaio   | Paperino vigile                         |
| 30 | 30 gennaio   | Panchito e la bella Chiquita            |
| 31 | 6 febbraio   | Topolino presenta l'amico gufo          |
| 32 | 13 febbraio  | Topolino e la strana malattia di Pluto  |
| 33 | 20 febbraio  | Pinocchio e la pietra magica            |
| 34 | 27 febbraio  | Topolino bambinaia                      |
| 35 | 6 marzo      | Carioca re del Carnevale                |
| 36 | 13 marzo     | Paperino e le perle                     |
| 37 | 20 marzo     | Topolino e il leone                     |
| 38 | 27 marzo     | Paperino motorizzato                    |
| 39 | 3 aprile     | Clarabella e Cosimo l'inventore         |
| 40 | 10 aprile    | Topolino e gli uscieri                  |
| 41 | 17 aprile    | Paperino guardacoste                    |
| 42 | 24 aprile    | Dumbo e il gioiello di Biancaneve       |
| 43 | 1º maggio    | Paperino nella Luna                     |
| 44 | 8 maggio     | Topolino aviatore                       |
| 45 | 15 maggio    | Carioca e il gallo innamorato           |
| 46 | 22 maggio    | Paperino campione di golf               |
| 47 | 29 maggio    | Pinocchio e la fontana miracolosa       |
| 48 | 5 giugno     | Paperino e la foca                      |
| 49 | 12 giugno    | Paperino enciclopedico                  |
| 50 | 19 giugno    | Topolino presenta: Macchietto Maialetto |
| 51 | 26 giugno    | Paperino pescatore                      |
| 52 | 3 luglio     | Tuffi, Muffi e la bianca Fuffi          |
| 53 | 10 luglio    | Paperino e il rubino                    |
| 54 | 17 luglio    | I Sette Nani e Ovetto                   |
| 55 | 24 luglio    | Il Lupo Mannaro nell'imbarazzo          |
| 56 | 31 luglio    | L'eredità di Paperino                   |
| 57 | 7 agosto     | Le memorie del Lupo Mannaro             |
| 58 | 14 agosto    | Paperino e il puledro indomabile        |
| 59 | 21 agosto    | La malattia del Lupo Mannaro            |
| 60 | 28 agosto    | Paperino si comporta                    |
| 61 | 4 settembre  | Paperino cercatore d'oro                |
| 62 | 11 settembre | Il Lupo Cattivo fa un buon affare       |
| 63 | 18 settembre | Paperino e gli incubi                   |
| 64 | 25 settembre | Paperino lingualunga                    |
| 65 | 2 ottobre    | Il Lupo Mannaro e l'allergia            |
| 66 | 9 ottobre    | Paperino e il picchio                   |
| 67 | 16 ottobre   | Topolino e il mago                      |
| 68 | 23 ottobre   | Pluto fa carriera                       |
| 69 | 30 ottobre   | Paperino e la spia                      |
| 70 | 6 novembre   | Dumbo e il mistero del circo            |
| 71 | 13 novembre  | Paperino pilota stratosferico           |
| 72 | 20 novembre  | Paperino e la bomba atomica             |
| 73 | 27 novembre  | I Sette Nani e la montagna incantata    |
| 74 | 4 dicembre   | Paperino e i pirati                     |
| 75 | 11 dicembre  | Pluto guadagna la placca d'onore        |
| 76 | 18 dicembre  | Il segreto di Fratel Coniglietto        |
| 77 | 25 dicembre  | Paperino e il ladro fantasma            |

### 1950
| N.  | Data         | Titolo                                 |
| --- | ------------ | -------------------------------------- |
| 78  | 1º gennaio   | Paperino e Maschera Nera               |
| 79  | 8 gennaio    | Il Lupo Mannaro e il tocco d'oro       |
| 80  | 15 gennaio   | Paperino e il ladro di cavalli         |
| 81  | 22 gennaio   | Fratel Coniglietto va in società       |
| 82  | 29 gennaio   | Paperino e i corvi                     |
| 83  | 5 febbraio   | Buci e il razzo colossale              |
| 84  | 12 febbraio  | Paperino e i buoni vicini              |
| 85  | 19 febbraio  | Il Lupo Mannaro e Piagnisteo           |
| 86  | 26 febbraio  | Paperino rabdomante                    |
| 87  | 5 marzo      | Buci sgomina le formiche               |
| 88  | 12 marzo     | Paperino e i telegrammi                |
| 89  | 19 marzo     | Il Lupo Mannaro e il tesoro            |
| 90  | 26 marzo     | Paperino e gli orsi                    |
| 91  | 2 aprile     | Il Lupo Mannaro e il cappello magico   |
| 92  | 9 aprile     | Buci e il re dei cannibali             |
| 93  | 16 aprile    | Paperino e le lettere galanti          |
| 94  | 23 aprile    | Il Lupo Mannaro e le chiocce           |
| 95  | 30 aprile    | Topolino e il tesoro di Pippo          |
| 96  | 7 maggio     | Buci e la pentola d'oro                |
| 97  | 14 maggio    | Paperino e le trappole                 |
| 98  | 21 maggio    | Il Lupo Cattivo e Cappuccetto Rosso    |
| 99  | 28 maggio    | Buci e gli indiani                     |
| 100 | 4 giugno     | Topolino e l'elicottero                |
| 101 | 11 giugno    | Paperino e la zuppa di tartaruga       |
| 102 | 18 giugno    | Buci e Bucino Bucetto                  |
| 103 | 25 giugno    | Paperino e la grande corsa             |
| 104 | 2 luglio     | Il Lupo Cattivo e i 12 lazzaroni       |
| 105 | 9 luglio     | Buci e il gigante                      |
| 106 | 16 luglio    | Topolino e gli elefanti bianchi        |
| 107 | 23 luglio    | Il lupo mannaro e il nido              |
| 108 | 30 luglio    | Buci e la nave fantasma                |
| 109 | 6 agosto     | Paperino e la margherita               |
| 110 | 13 agosto    | Il lupo mannaro e il cugino Cicci      |
| 111 | 20 agosto    | Buci sull'isola deserta                |
| 112 | 27 agosto    | Il topino volante                      |
| 113 | 3 settembre  | Il lupo mannaro e i fuochi artificiali |
| 114 | 10 settembre | Buci e la miniera d'oro                |
| 115 | 17 settembre | Topolino nella Luna                    |
| 116 | 24 settembre | Il Lupo Cattivo e il ballo in maschera |
| 117 | 1º ottobre   | Buci e la festa di Natale              |
| 118 | 4 ottobre    | Paperino consulente sportivo           |
| 119 | 15 ottobre   | Il Lupo Cattivo cambia mestiere        |
| 120 | 18 ottobre   | Buci e gli scassinatori                |
| 121 | 25 ottobre   | Paperino e la democrazia               |
| 122 | 1º novembre  | Il Lupo Cattivo e la fata              |
| 123 | 8 novembre   | Buci e Beniamino eroi                  |
| 124 | 15 novembre  | Paperino cerca lavoro                  |
| 125 | 22 novembre  | Il Lupo Cattivo e il micio orfano      |
| 126 | 29 novembre  | Buci e i formichi                      |
| 127 | 10 dicembre  | Topolino e il cane Fischietto          |
| 128 | 13 dicembre  | Il Lupo Cattivo e il trombone          |
| 129 | 20 dicembre  | Buci e i diavoli neri                  |
| 130 | 27 dicembre  | Paperino e i lavori stradali           |

### 1951
| N.  | Data         | Titolo                                       |
| --- | ------------ | -------------------------------------------- |
| 131 | 7 gennaio    | Il Lupo Cattivo e la coscienza               |
| 132 | 14 gennaio   | Buci e il cattivo Barney                     |
| 133 | 21 gennaio   | Paperino sonnambulo                          |
| 134 | 24 gennaio   | Il Lupo Cattivo e il problema insoluto       |
| 135 | 4 febbraio   | Buci aeronauta                               |
| 136 | 7 febbraio   | Paperino esattore                            |
| 137 | 14 febbraio  | Il Lupo Cattivo e l'inverno artificiale      |
| 138 | 21 febbraio  | Buci e il mostro                             |
| 139 | 28 febbraio  | Nonna Papera e la valanga                    |
| 140 | 11 marzo     | Il Lupo Cattivo e il pino solitario          |
| 141 | 18 marzo     | Buci e i fantasmi del laghetto               |
| 142 | 21 marzo     | Paperino e l'E.S.S.B.                        |
| 143 | 28 marzo     | Il Lupo Cattivo e la stella d'oro            |
| 144 | 8 aprile     | Nonna Papera e la pomata segreta             |
| 145 | 15 aprile    | Topolino e gli sposi vegetariani             |
| 146 | 22 aprile    | Topolino e il mostro marino                  |
| 147 | 25 aprile    | Paperino e le arance polari                  |
| 148 | 2 maggio     | Topolino e l'isola misteriosa                |
| 149 | 9 maggio     | Lupetto guardiaboschi                        |
| 150 | 16 maggio    | Nonna Papera e il campionato delle frittelle |
| 151 | 23 maggio    | Topolino inviato speciale                    |
| 152 | 30 maggio    | Pippo equilibrista                           |
| 153 | 6 giugno     | Paperino e i gioielli stregati               |
| 154 | 13 giugno    | Topolino e il polipo                         |
| 155 | 20 giugno    | Lupetto e il tronco misterioso               |
| 156 | 27 giugno    | Paperino e il gorilla Sansone                |
| 157 | 4 luglio     | Topolino e i falsari                         |
| 158 | 11 luglio    | Paperino e i bucanieri                       |
| 159 | 18 luglio    | Topolino e la mummia                         |
| 160 | 25 luglio    | Paperino cercatore di tracce                 |
| 161 | 1º agosto    | Lupetto e il segreto del bosco               |
| 162 | 8 agosto     | Topolino e la montagna magica                |
| 163 | 15 agosto    | Fratel Coniglietto e il tesoro sommerso      |
| 164 | 22 agosto    | Paperino e l'idolo degli Incas               |
| 165 | 29 agosto    | Lupetto pompiere                             |
| 166 | 5 settembre  | Topolino e la miniera abbandonata            |
| 167 | 12 settembre | Paperino ammiraglio                          |
| 168 | 19 settembre | Pluto e il pacco misterioso                  |
| 169 | 26 settembre | Topolino e lo stregone                       |
| 170 | 3 ottobre    | Paperino e i laghi sconosciuti               |
| 171 | 10 ottobre   | Minni esploratrice                           |
| 172 | 17 ottobre   | Topolino e il gorilla Dilla                  |
| 173 | 24 ottobre   | Paperino e gli scotennatori                  |
| 174 | 31 ottobre   | Topolino nel Gran Canyon                     |
| 175 | 7 novembre   | Paperino palombaro                           |
| 176 | 14 novembre  | La scampagnata di Buci                       |
| 177 | 21 novembre  | Paperino e la sfera magica                   |
| 178 | 28 novembre  | I tre paperini e il canguro                  |
| 179 | 5 dicembre   | Paperino e il grande Sigfrido                |
| 180 | 12 dicembre  | Paperon de' Paperoni e il dollaro            |
| 181 | 19 dicembre  | Nonna Papera e le invitate                   |
| 182 | 26 dicembre  | Lupetto e la lampada magica                  |

### 1952
| N.  | Data        | Titolo                                |
| --- | ----------- | ------------------------------------- |
| 183 | 2 gennaio   | Paperino educatore                    |
| 184 | 9 gennaio   | Topolino e il ladro di quadri         |
| 185 | 16 gennaio  | Il Lupo Cattivo e il fuorilegge       |
| 186 | 23 gennaio  | Paperino e il tacchino in lotteria    |
| 187 | 30 gennaio  | Il Lupo Cattivo e i sorci senza tetto |
| 188 | 6 febbraio  | Topolino e il segreto delle piramidi  |
| 189 | 13 febbraio | Il Lupo Cattivo e la tartaruga        |
| 190 | 20 febbraio | Paperino e l'eremita                  |
| 191 | 27 febbraio | Nonna Papera e i frittoli sfrattoli   |
| 192 | 5 marzo     | Le nuove tribolazioni di Topolino     |
| 193 | 12 marzo    | Paperino e la valanga                 |
| 194 | 19 marzo    | Il Lupo Cattivo e l'anatroccolo       |
| 195 | 26 marzo    | Topolino pittore                      |

## Ristampe
Gli albi sono stati ristampati più volte negli anni:
- Gli Albi Tascabili di Topolino (56 numeri - prima ristampa, Mondadori, 1953)[4][5].
- Gli Albi Tascabili di Topolino (12 numeri - omaggio detersivo Persil, Mondadori, 1960)[6][7].
- Gli Albi Tascabili di Topolino (15 numeri - omaggio formaggini Prealpi, Mondadori, 1965)[8][9].
- Il Tascabilone (9 numeri - Mondadori/The Walt Disney Company Italia, 1987) (non sono ristampati due numeri del 1951: il 147 Paperino e le arance polari e il 157 Topolino e i falsari)[10][11].